# 五十嵐奈波
五十嵐奈波（1981年6月13日—）是日本漫画家、女裝電視藝人。北海道札幌市出身。堀越高等學校畢業。本名為五十嵐慶一（いがらし けいいち）。
父親為聲優井上和彦、母親為漫畫家五十嵐優美子。曾經為前傑尼斯事務所所屬藝人。特技為演奏爵士樂。

## 簡歷
2009年6月時開始扮女裝，以「化粧男子」（偽娘）開始進行相關活動。
2010年8月、實業之日本社「Competito書房」系列叢書下的隨筆漫畫《我是「偽娘」》（わが輩は「男の娘」である!）發行電子書版，首次成為漫畫家的出道作

## 出版書籍
《我是「偽娘」》（わが輩は「男の娘」である!）
| 卷數 | 實業之日本社   | 實業之日本社           | 東立出版社   | 東立出版社             |
| 卷數 | 發售日期       | ISBN                   | 發售日期     | ISBN                   |
| ---- | -------------- | ---------------------- | ------------ | ---------------------- |
| 全   | 2010年11月27日 | ISBN 978-4-40-841150-7 | 2011年6月3日 | ISBN 978-986-10-7707-9 |

## 外部連結
- 東京化粧男子宣言!公式WEBサイト（日語）
  - 東京化粧男子宣言!公式WEBサイト - 所屬藝人一覧（2010年9月26日時的存檔）（日語）
- コンペイトウ書房★日本の小粋な大人のための無料コミック（日語）